# Хоель Гратероль
Хоель Гратероль (ісп. Joel Graterol; нар. 13 лютого 1997, Валенсія) — венесуельський футболіст, воротар колумбійського клубу «Америка де Калі» та національної збірної Венесуели.

## Клубна кар'єра
Народився 13 лютого 1997 року в місті Валенсія. Вихованець футбольної школи клубу «Карабобо». Дорослу футбольну кар'єру розпочав 2014 року в основній команді того ж клубу, в якій провів три сезони, взявши участь у 2 матчах чемпіонату. 
Протягом 2017—2019 років захищав кольори клубу «Самора» (Баринас).
Своєю грою за останню команду привернув увагу представників тренерського штабу колумбійського «Америка де Калі», до складу якого приєднався 2020 року. Відіграв за команду з Калі наступні два сезони своєї ігрової кар'єри. Більшість часу, проведеного у складі «Америка де Калі», був основним голкіпером команди. Відзначався досить високою надійністю, пропускаючи в іграх чемпіонату в середньому менше одного гола за матч.
Наприкінці 2022 року залишив колумбійський клуб і за деякий час знайшов варіант продовження кар'єри у Європі, ставши у лютому 2023 року гравцем грецького «Панетолікоса». Протягом наступного року не зумів стати основним воротарем його команди і на початку 2024 року повернувся до лав «Америка де Калі», знову ставши стабільним гравцем його стартового складу.

## Виступи за збірні
Протягом 2017–2018 років залучався до складу молодіжної збірної Венесуели. На молодіжному рівні зіграв у 5 офіційних матчах, пропустив 3 голи.
2021 року дебютував в офіційних матчах у складі національної збірної Венесуели.
Включався до заявки національної команди на три розіграші Кубока Америки: 2019, 2021 та 2024 років. Утім на усіх цих турнірах був резервним голкіпером і на поле не виходив
| Дата       | Місто            | Господарі         | Результат | Гості     | Турнір            | Голи | Примітки |
| ---------- | ---------------- | ----------------- | --------- | --------- | ----------------- | ---- | -------- |
| 3-6-2021   | Ла-Пас           | Болівія           | 3 – 1     | Венесуела | Відбір до ЧС 2022 | -3   |          |
| 8-6-2021   | Каракас          | Венесуела         | 0 – 0     | Уругвай   | Відбір до ЧС 2022 | -    |          |
| 13-6-2021  | Бразилія (місто) | Бразилія          | 3 – 0     | Венесуела | Відбір до ЧС 2022 | -3   |          |
| 7-10-2021  | Каракас          | Венесуела         | 1 – 3     | Бразилія  | Відбір до ЧС 2022 | -3   |          |
| 9-6-2022   | Мурсія           | Саудівська Аравія | 0 – 1     | Венесуела | товариський матч  | -    |          |
| 22-9-2022  | Марія-Енцерсдорф | Венесуела         | 0 – 1     | Ісландія  | товариський матч  | -1   |          |
| 27-9-2022  | Вінер-Нойштадт   | ОАЕ               | 0 – 4     | Венесуела | товариський матч  | -    |          |
| 15-11-2022 | Шарджа (місто)   | Венесуела         | 2 – 2     | Панама    | товариський матч  | -2   |          |
| 20-11-2022 | Дубай            | Сирія             | 1 – 2     | Венесуела | товариський матч  | -1   |          |
| 28-3-2023  | Джидда           | Узбекистан        | 1 – 1     | Венесуела | товариський матч  | -1   |          |
| 15-6-2023  | Вашингтон        | Венесуела         | 1 – 0     | Гондурас  | товариський матч  | -    |          |
| 24-3-2024  | Х'юстон          | Гватемала         | 0 – 0     | Венесуела | товариський матч  | -    |          |
| Усього     |                  | Матчів            | 12        |           | Голів             | -14  |          |

## Титули і досягнення
- Чемпіон Колумбії (1):

«Америка де Калі»: 2020